# Rhododendron wightii
Rhododendron wightii är en ljungväxtart som beskrevs av Joseph Dalton Hooker. Rhododendron wightii ingår i släktet rododendron, och familjen ljungväxter. Inga underarter finns listade i Catalogue of Life.

## Bildgalleri

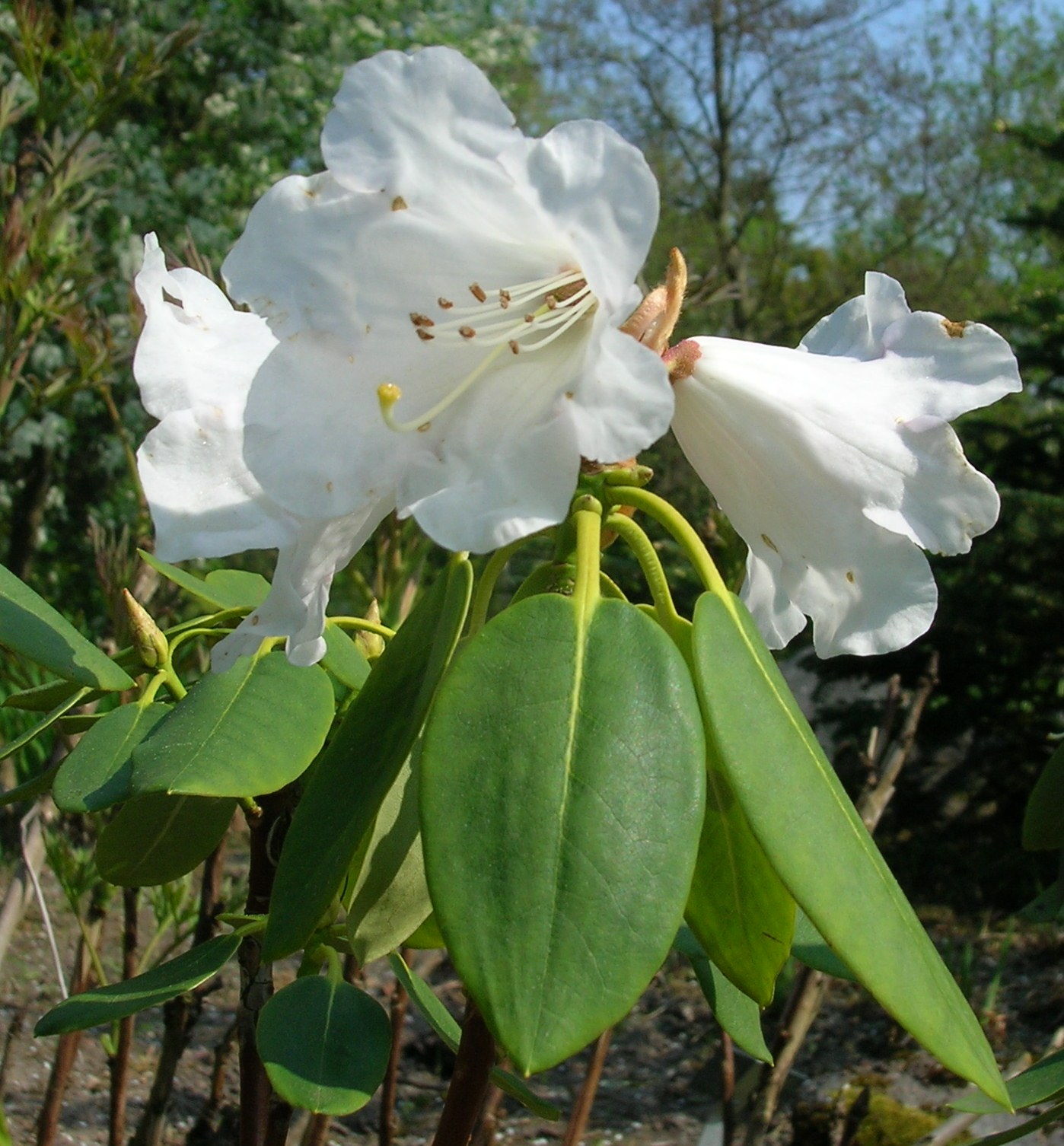
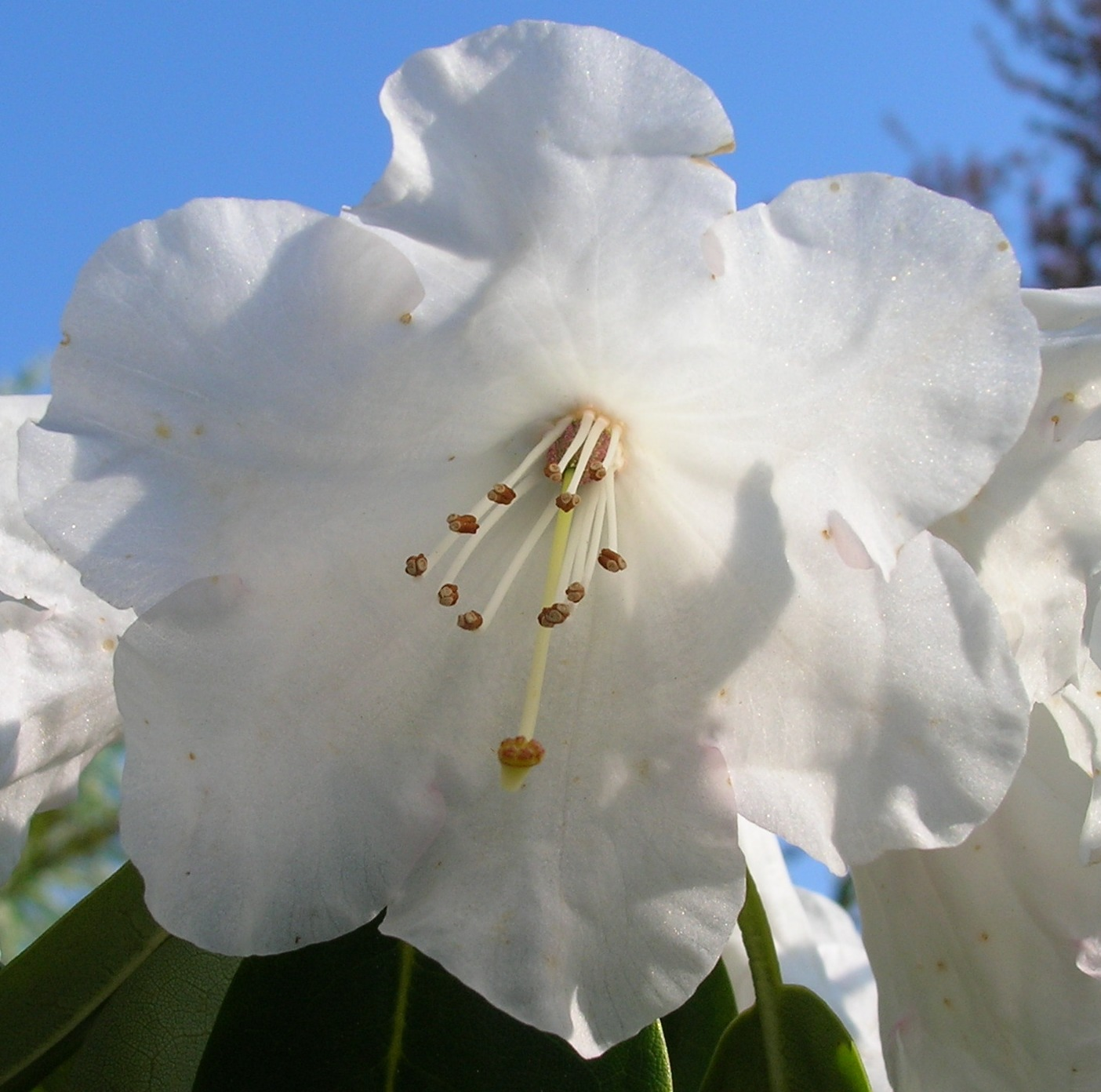
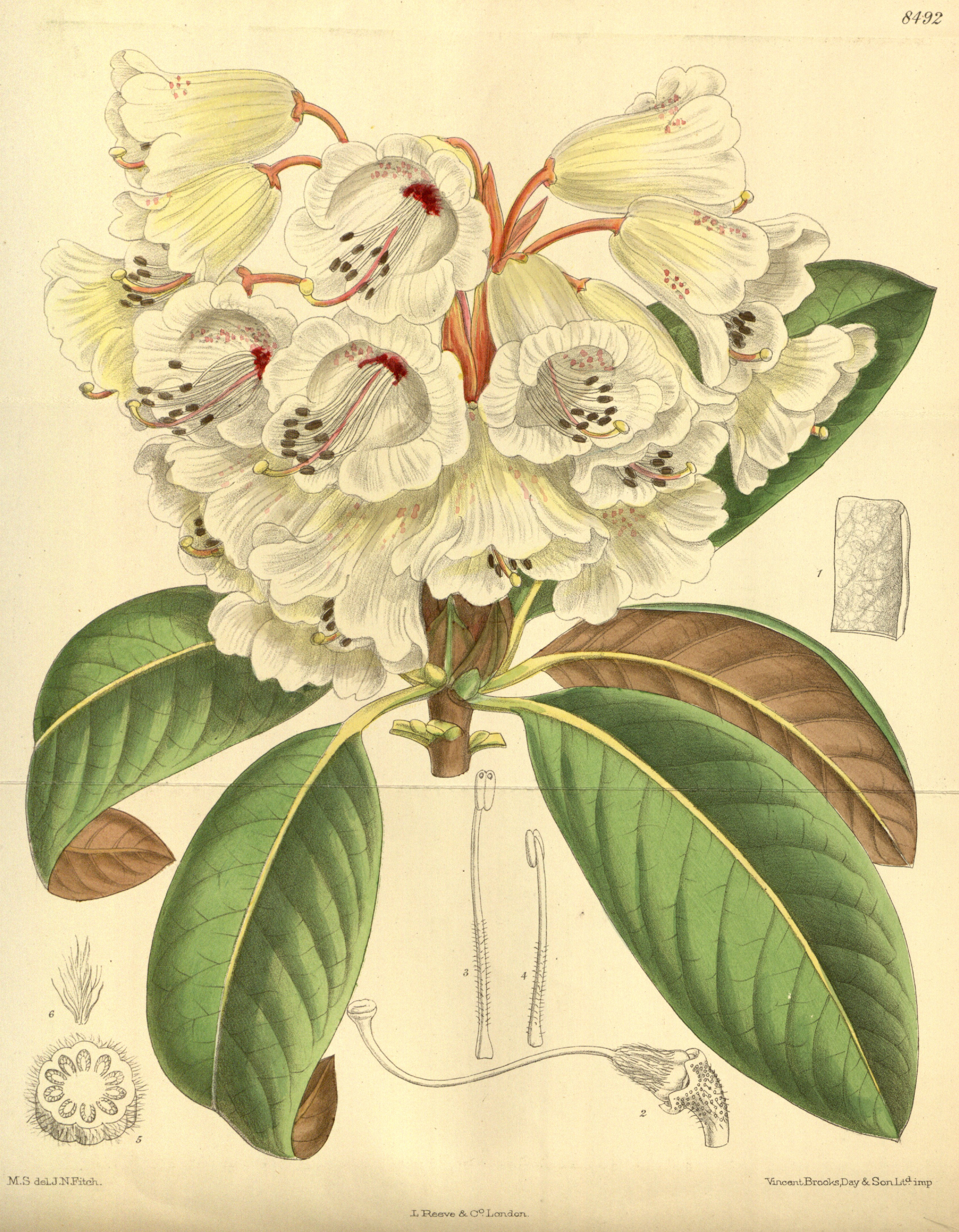